# Turdoides gymnogenys
Turdoides gymnogenys là một loài chim trong họ Leiothrichidae.